# Coppa Italia 1994-1995 (fase finale)

Una fase della finale di andata, con un duello aereo tra lo juventino Sergio Porrini – match winner della gara – e il parmigiano Marco Branca.

Questa voce raccoglie un approfondimento sulle gare della fase finale dell'edizione 1994-1995 della Coppa Italia di calcio.

## Quarti di finale

### Risultati

#### Andata
| Arbitro: | Nicchi (Arezzo) |

|            |           |  |
| Winter 29’ | Marcatori |  |

| Arbitro: | Trentalange (Torino) |

|                     |           |  |
| Zola 45’ Branca 51’ | Marcatori |  |

| Arbitro: | Rodomonti (Teramo) |

|                |           |  |
| Sosa 4’ (rig.) | Marcatori |  |

| Arbitro: | Ceccarini (Livorno) |

|                                      |           |  |
| Vialli 22’, 34’ Ravanelli 90’ (rig.) | Marcatori |  |

#### Ritorno
| Arbitro: | Stafoggia (Pesaro) |

|           |           |                       |
| Lerda 42’ | Marcatori | 50’ Negro 89’ Signori |

| Arbitro: | Cinciripini (Ascoli Piceno) |

|                    |           |                     |
| Sensini 59’ (aut.) | Marcatori | 50’ Zola 71’ Branca |

| Arbitro: | Collina (Viareggio) |

|                         |           |  |
| Bresciani 31’ Caini 94’ | Marcatori |  |

| Arbitro: | Boggi (Salerno) |

|                                            |           |                      |
| Marocchi 21’ (aut.) Totti 36’ Cappioli 68’ | Marcatori | 27’ (rig.) Ravanelli |

### Tabella riassuntiva
| Squadra 1 | Totale | Squadra 2  | Andata | Ritorno     |
| --------- | ------ | ---------- | ------ | ----------- |
| Lazio     | 3 - 1  | Napoli     | 1 - 0  | 2 - 1       |
| Parma     | 4 - 1  | Fiorentina | 2 - 0  | 2 - 1       |
| Inter     | 1 - 2  | Foggia     | 1 - 0  | 0 - 2 (dts) |
| Juventus  | 4 - 3  | Roma       | 3 - 0  | 1 - 3       |

## Semifinali

### Risultati

#### Andata
| Arbitro: | Nicchi (Arezzo) |

|  |           |               |
|  | Marcatori | 83’ Ravanelli |

| Arbitro: | Pairetto (Nichelino) |

|               |           |           |
| Di Biagio 31’ | Marcatori | 59’ Couto |

#### Ritorno
| Arbitro: | Braschi (Prato) |

|                                  |           |                  |
| Marocchi 47’ Baggio 90+1’ (rig.) | Marcatori | 15’ (aut.) Sousa |

| Arbitro: | Quartuccio (Torre Annunziata) |

|                                 |           |              |
| Minotti 44’ Branca 63’ Zola 80’ | Marcatori | 42’ Mandelli |

### Tabella riassuntiva
| Squadra 1 | Totale | Squadra 2 | Andata | Ritorno |
| --------- | ------ | --------- | ------ | ------- |
| Lazio     | 1 - 3  | Juventus  | 0 - 1  | 1 - 2   |
| Foggia    | 2 - 4  | Parma     | 1 - 1  | 1 - 3   |

## Finali

### Risultati

#### Andata
| Arbitro: | Amendolia (Messina) |

|             |           |  |
| Porrini 10’ | Marcatori |  |

| Juventus | Parma |

| Juventus:      |    |                       |             |     |
|                |    |                       |             |     |
| GK             | 1  | Michelangelo Rampulla |             | 70’ |
| RB             | 2  | Ciro Ferrara          |             |     |
| CB             | 4  | Moreno Torricelli     |             |     |
| CB             | 5  | Sergio Porrini        |             |     |
| LB             | 3  | Alessandro Orlando    |             |     |
| CM             | 7  | Angelo Di Livio       |             |     |
| CM             | 8  | Didier Deschamps      |             | 61’ |
| CM             | 6  | Paulo Sousa           | Ammonizione | 79’ |
| AM             | 10 | Alessandro Del Piero  |             |     |
| CF             | 9  | Gianluca Vialli       |             |     |
| CF             | 11 | Fabrizio Ravanelli    |             |     |
| Sostituti:     |    |                       |             |     |
| MF             |    | Giancarlo Marocchi    |             | 61’ |
| GK             |    | Lorenzo Squizzi       |             | 70’ |
| CM             |    | Luca Fusi             |             | 79’ |
| Allenatore:    |    |                       |             |     |
| Marcello Lippi |    |                       |             |     |

| Parma:      |    |                   |             |     |
|             |    |                   |             |     |
| GK          | 1  | Luca Bucci        |             |     |
| RWB         | 2  | Roberto Mussi     | Ammonizione |     |
| CB          | 5  | Luigi Apolloni    |             |     |
| CB          | 6  | Fernando Couto    |             |     |
| CB          | 4  | Lorenzo Minotti   |             |     |
| LWB         | 3  | Alberto Di Chiara |             |     |
| CM          | 9  | Massimo Crippa    | Ammonizione |     |
| CM          | 8  | Dino Baggio       |             | 82’ |
| CM          | 11 | Gabriele Pin      |             | 75’ |
| CF          | 7  | Marco Branca      |             |     |
| CF          | 10 | Gianfranco Zola   |             |     |
| Sostituti:  |    |                   |             |     |
| MF          |    | Stefano Fiore     |             | 75’ |
| FW          |    | Faustino Asprilla |             | 82’ |
| Allenatore: |    |                   |             |     |
| Nevio Scala |    |                   |             |     |

#### Ritorno
| Arbitro: | Collina (Viareggio) |

|  |           |                           |
|  | Marcatori | 26’ Porrini 54’ Ravanelli |

| Parma | Juventus |

| Parma:      |    |                   |             |     |
|             |    |                   |             |     |
| GK          | 1  | Luca Bucci        | Ammonizione |     |
| RWB         | 2  | Roberto Mussi     |             |     |
| CB          | 5  | Luigi Apolloni    | 86’         |     |
| CB          | 6  | Fernando Couto    | Ammonizione | 46’ |
| CB          | 4  | Lorenzo Minotti   |             |     |
| LWB         | 3  | Alberto Di Chiara |             |     |
| CM          | 9  | Massimo Crippa    |             |     |
| CM          | 8  | Dino Baggio       |             |     |
| CM          | 11 | Stefano Fiore     |             | 55’ |
| CF          | 7  | Marco Branca      |             |     |
| CF          | 10 | Gianfranco Zola   | Ammonizione |     |
| Sostituti:  |    |                   |             |     |
| FW          | 16 | Faustino Asprilla |             | 46’ |
| MF          |    | Roberto Sensini   |             | 55’ |
| Allenatore: |    |                   |             |     |
| Nevio Scala |    |                   |             |     |

| Juventus:      |    |                       |             |     |
|                |    |                       |             |     |
| GK             | 1  | Michelangelo Rampulla |             |     |
| RB             | 2  | Ciro Ferrara          |             |     |
| CB             | 3  | Moreno Torricelli     |             |     |
| CB             | 5  | Sergio Porrini        | Ammonizione |     |
| LB             | 6  | Giancarlo Marocchi    | Ammonizione | 67’ |
| CM             | 4  | Alessio Tacchinardi   |             |     |
| CM             | 7  | Angelo Di Livio       |             |     |
| CM             | 8  | Didier Deschamps      |             |     |
| AM             | 10 | Alessandro Del Piero  |             |     |
| CF             | 9  | Gianluca Vialli       |             | 30’ |
| CF             | 11 | Fabrizio Ravanelli    |             |     |
| Sostituti:     |    |                       |             |     |
| MF             |    | Antonio Conte         |             | 67’ |
| DF             | 15 | Alessandro Orlando    |             | 30’ |
| Allenatore:    |    |                       |             |     |
| Marcello Lippi |    |                       |             |     |

### Tabella riassuntiva
| Squadra 1 | Totale | Squadra 2 | Andata | Ritorno |
| --------- | ------ | --------- | ------ | ------- |
| Juventus  | 3 - 0  | Parma     | 1 - 0  | 2 - 0   |